# Vinh Tiền
Vinh Tiền là một xã thuộc huyện Tân Sơn, tỉnh Phú Thọ, Việt Nam.
Xã Vinh Tiền có diện tích 25,68 km², dân số năm 1999 là 1065 người, mật độ dân số đạt 41 người/km².